# Ctenomys bergi
Ctenomys bergi és una espècie de mamífer rosegador de la família dels ctenòmids. És endèmic de la província de Córdoba (Argentina). El seu hàbitat natural són les dunes de sorra i, possiblement, els herbassars que s'hi troben. Està amenaçada per la vulnerabilitat del seu hàbitat.
Aquest tàxon fou anomenat en honor de l'entomòleg i naturalista argentí Frederico Guillermo Carlos Berg.